# Уллеві
«Уллеві» (швед. Ullevi) — багатофункціональний стадіон у Гетеборзі, Швеція. Найбільша багатофункціональна спортивна арена Скандинавії.
Стадіон побудований у 1958 році та відкритий 29 травня 1958 року.
Арена приймала фінал чемпіонату Європи з футболу 1992 року та чемпіонат світу з легкої атлетики 1995.